# Partia Ludowa „Wolność i Godność”
Partia Ludowa „Wolność i Godność” (bułg. Народна партия „Свобода и достойнство”, NPSD) – bułgarska partia polityczna o profilu liberalnym.
Ugrupowanie powstało w grudniu 2012, założyli je m.in. wykluczeni z Ruchu na rzecz Praw i Wolności posłowie Korman Ismaiłow i Kasim Dał. Partia wystartowała w wyborach parlamentarnych w maju 2013 w koalicji z Narodowym Ruchem na rzecz Stabilności i Postępu, uzyskując około 1,6% głosów i nie przekraczając tym samym wyborczego progu. W grudniu tego samego roku formacja wraz z innymi pozaparlamentarnymi ugrupowaniami współtworzyła Blok Reformatorski (Korman Ismaiłow uzyskał w 2014 mandat poselski z ramienia bloku), z którego później wystąpiła. W 2016 jej liderem został Orchan Ismaiłow.